# Silt'e (woreda)
Pour les articles homonymes, voir Silt'e.
Silt'e est un woreda du centre-sud de l’Éthiopie situé dans la zone Silt'e. Ce district a 177 249 habitants en 2007 y compris Worabe, chef-lieu de la zone, et les agglomérations de Kibet et Alkeso. Il perd du territoire au début des années 2020 avec le détachement de ses principales agglomérations et de Misrak Siltie. Comme toute la zone Silt'e, le district et ses nouveaux voisins passent de la région des nations, nationalités et peuples du Sud à la région Éthiopie du Centre en août 2023.

## Nom et évolution
Comme la zone Silt'e, le district porte le nom du peuple Silt'e. S'agissant du district, ce nom s'écrit Silti,, Selti, ou Siltie plutôt que Silt'e ou Silte[réf. souhaitée].
D'abord rattaché à la zone Gurage de la région des nations, nationalités et peuples du Sud, le district rejoint la zone Silt'e dès sa création à la suite du référendum de 2001.
De 2007 à la fin des années 2010, le district a environ 510 km2 de superficie sans grand changement de périmètre,.
Il perd ensuite du territoire avec le détachement de Worabe, de Kibet et de Misrak Siltie et n'occupe plus que 337 km2 en 2021.

## Situation
D'après une carte récente, le district conserve le nord et le centre de son territoire initial, désormais séparés par Kibet et Misrak Siltie.[réf. à confirmer]
| Kibet         | Meskan  | Misrak Meskan Mareko |
| Alicho Werero | Silt'e  | Misrak Siltie        |
| Worabe        | Dalocha | Lanfro               |

Alkeso, située une dizaine de kilomètres au nord-est de Worabe, serait la seule agglomération recensée en 2007 encore dans le district.
Le petit lac Abaya (ceb) situé quelques kilomètres à l'est d'Alkeso resterait également dans le district.

## Population
Le recensement national de 2007 fait état d'une population de 177 249 habitants dans le périmètre initial du district, dont 9 % de citadins.
La population urbaine comprend alors 9 480 habitants à Worabe, 5 678 à Kibet et 1 028 à Alkeso.
Près de 96 % des habitants sont musulmans et 4 % sont orthodoxes.
En 2022, la population est estimée sur le même périmètre à 252 929 personnes avec une densité de population de 496 personnes par km2 et 510 km2 de superficie,.